# Decápole (Palestina)

Mapa do Levante romano, com as Dez Cidades à leste do Jordão.

A Decápolis, do grego: deka (dez) + polis (cidade), era um grupo de dez cidades na fronteira oriental do Império Romano na Judeia e Síria (fronteira oriental do Império Romano).
As Dez cidades não constituíam uma liga oficial ou unidade política, mas foram agrupadas por causa de sua língua, cultura, localização e status político. Elas foram fundadas por comerciantes gregos e imigrantes, tornando-se centros de cultura helênica, em uma região predominantemente semita (Nabateus, Sírios e Judeus), e cada uma delas tinha um certo grau de autogoverno. 
Com exceção de Damasco, a "região de Decápolis" está localizada no que hoje é o moderno país da Jordânia e de Israel.

## Novo Testamento
Os livros do Novo Testamento referem-se às Dez Cidades, situando-as no lado leste do Mar da Galileia. 
Uma dessas cidades - Gadara - teria sido visitada por Jesus no episódio conhecido como Jesus exorcizando o gadareno.